# Santa Margherita d'Antiochia tra i santi Girolamo e Francesco d'Assisi
Santa Margherita d'Antiochia tra i santi Girolamo e Francesco d'Assisi è un dipinto a olio su tavola (250 × 204 cm) del Moretto, datato 1530 e conservato nella chiesa di San Francesco d'Assisi a Brescia, all'altare di san Girolamo.
È uno dei massimi capolavori del Moretto e una delle opere più significative di tutta la sua produzione artistica. Il dipinto si colloca all'apice della prima maturità dell'autore, che con gli studi cromatici, artistici e compositivi qui evidentemente svolti acquista ormai una piena formazione. Il contesto architettonico perde purezza per far spazio a una maggiore ricercatezza di dettagli, così come l'attenzione prima concentrata sulla struttura di fondo si sposta qui sulla qualità cromatica, sull'effetto delle ombre e sulla "ricerca di calore umano".

## Storia
Il dipinto era originariamente la pala della quinta cappella sinistra della chiesa, dedicata al culto di santa Margherita d'Antiochia. In questa ubicazione è ricordata da Bernardino Faino nel 1630, che la descrive come "cosa bellissima et delichata", da Francesco Paglia nel 1660 e da Giulio Antonio Averoldi nel 1700, che la definisce "incomparabile tavola [...] sul gusto di Raffaello". Anche tutte le successive guide la ricordano in quel luogo, fino a quella di Alessandro Sala nel 1834. Nella posizione attuale, cioè sul primo altare destro, è segnalata a partire da Federico Odorici nel 1853, in sostituzione di una tela di Callisto Piazza passata alla Collezione Lechi e oggi alla Pinacoteca di Brera a Milano, dalla quale fu acquistata nel 1829. L'altare rimane probabilmente vuoto per un certo periodo: nella guida di Paolo Brognoli del 1826, infatti, lo storico avvia la descrizione della chiesa partendo dal secondo altare destro. Alessandro Sala, invece, vi vede una tela di Luigi Zampietri, sconosciuta tanto quanto l'autore, sicuramente ottocentesco. Non è noto quando avvenne il trasferimento dell'opera, comunque praticato per certo tra il 1834 e il 1853, data di pubblicazione delle guide del Sala e dell'Odorici. Il dipinto si trova ancora oggi in questa collocazione.

## Descrizione
Il quadro raffigura, da sinistra a destra, san Girolamo, santa Margherita di Antiochia e san Francesco d'Assisi: secondo l'iconografia tradizionale, il primo sta leggendo la sua Vulgata e ha un leone ai piedi, la seconda reca una croce e appoggia il piede su un elmo e il terzo veste un semplice saio e porta anch'esso in mano una croce. I tre personaggi sono in posture statiche ma molto variate: san Girolamo ha le gambe incrociate e il corpo segue una continua torsione verso sinistra, santa Margherita, già in posizione solenne, torce invece verso destra mentre san Francesco è in vista quasi frontale, ma il viso è rivolto a sinistra, quasi di profilo.
La scena si svolge all'interno di un vano architettonico quadrato in prospettiva centrale: le lesene agli spigoli, solo accennate mediante alcune modanature, reggono tre archi a tutto sesto sui quali si imposta un soffitto piatto, quasi del tutto fuori dal campo visivo. Fra le tre arcate, solo quella di fondo, dietro santa Margherita, è chiusa mediante un'abside decorato a mosaico dorato, mentre le due laterali sono aperte su un paesaggio urbano, del quale si intravedono solo alcuni particolari. Sull'aggetto delle lesene che delimitano l'abside di fondo sono posti due fanciulli, verosimilmente angioletti anche se privi di ali, recanti ognuno una spada e un ramo con foglie e frutti che dirigono verso santa Margherita. Sulla pavimentazione ad intarsi marmorei è inoltre steso un piccolo tappeto sotto la santa, mentre lungo il margine inferiore si legge la data: "M.D.XXX.".
La luce che illumina tutta la rappresentazione arriva decisamente dall'apertura di destra e, parzialmente, anche dall'alto, ma sempre da direzione sinistra: il soffitto che chiude il vano quadrato, pertanto, è da immaginare libero al centro. La luce illumina gran parte degli elementi della scena: restano in ombra solamente gran parte dei corpi di san Girolamo e santa Margherita, l'abside di fondo e l'angioletto di sinistra.

## Stile
Joseph Archer Crowe e Giovanni Battista Cavalcaselle, nel 1871, sono i primi a valutare la tela come una delle più significative del Moretto, che vedono influenze dal Pordenone nella "graziosa rotondità delle forme e nel modo di trattare l'ampio drappeggio di santa Margherita" e dal Romanino nella piegatura e negli scorci delle teste. Stefano Fenaroli, nel 1877, giudica il dipinto "un documento che accenna ad un mirabile progresso del Moretto, ed a speciale ispirazione da lui avuta nello studio dell'arte". La critica ottocentesca è pertanto unanime nel promuovere l'altissimo valore della tavola, linea poi seguita dai primi studi del Novecento, ad esempio Roberto Longhi nel 1917, che la vede come il momento in cui "giunge ad espressione completa" il periodo veneziano dell'arte dell'autore.
Analisi successive, più attente ai valori della luce nell'opera, sono compiute da Giorgio Nicodemi nel 1926, per il quale il Moretto "comincia qui a vedere con rinnovata profondità spirituale la logica di una gamma neutra oscura che adoperò verso il 1540", seguito da Adolfo Venturi nel 1929, che scrive di "luce non vivida nel catino aureo dell'abside, ove l'oro che fa da sfondo a santa Margherita non ha squilli per lei, e sembra avvolgerla blandamente, nel languore del suo effetto", così come la luce che cala dall'alto su san Francesco sembra venire "da un fioco sole, da un cielo piovoso, e pare che non abbia ancor forza, e appena serva a carezzare le languide figure".
Camillo Boselli, nel 1954, vede nel dipinto la "profonda poesia di estasi al limite tra sacro e profano", soffermandosi poi a considerare il suo valore all'interno della formazione artistica del Moretto, i cui "altissimi pregi" testimoniano il definirsi di una sempre maggiore qualità cromatica, al pari della Pala di Sant'Eufemia dipinta qualche anno prima. Secondo il critico, "la vera voce è data da quel perfetto cubo di aria rarefatta, luminosa e ghiacciata in cui sono poste le varie figure" e vede "l'argentinità delle tinte, la frescura che anche i colori più caldi ricevono nell'opera del Moretto" come l'eredità diretta dell'arte di Vincenzo Foppa. Vi sono comunque delle differenze con la pala dipinta per la chiesa di Sant'Afra, poiché "l'artista abbonda troppo in quello che è il suo piacere di analizzare i minuti particolari della struttura, rompendo con ciò la grande semplicità delle murature che definivano l'apparizione nella tavola precedente": vi è quindi un'ulteriore ricerca di particolari, con "una sottilissima vena di mondanità, una ricerca di calore umano che sgela un poco la composizione, dandole un più vivo palpitare di vita" che invece, evidentemente, non si trovava nella pala di Sant'Afra, dove gli sforzi del Moretto apparivano largamente concentrati sulla struttura di fondo e sulla composizione di masse.